# Dragon Ball Z: Ultimate Tenkaichi
Dragon Ball Z: Ultimate Tenkaichi (ドラゴンボール アルティメットブラスト, Doragon bōru: Arutimetto burasuto, littéralement « Dragon Ball: Ultimate Blast »), anciennement appelé Dragon Ball Game Project Age 2011, est un jeu vidéo de combat basé sur l’univers de Dragon Ball. Le jeu a originellement été annoncé dans le magazine japonais Weekly Shōnen Jump. Il est commercialisé par Namco Bandai depuis octobre 2011 sur consoles Xbox 360 et PlayStation 3.
Une version collector du jeu est également sortie contenant une figurine de 18 cm de Son Gohan en Super Saiyan.

## Développement
Dragon Ball Z: Ultimate Tenkaichi conduit le joueur dans l'univers de Dragon Ball exposant un nouveau contenu, une nouvelle jouabilité, ainsi que les personnages respectifs de la saga. Le jeu contient les graphismes du manga, des champs de combats totalement destructibles, et une jouabilité plus détaillée proche de la série des Budokai Tenkaichi. Les graphismes des personnages et de l'environnement du jeu sont améliorés depuis la série de Raging Blast ; les personnages ressemblent trait pour trait à ceux de l'anime et amenant ainsi la véritable expérience de Dragon Ball. Les attaques ont également été améliorées comme pour, par exemple, le Kaméhaméha. La jouabilité a été revue exprès pour une expérience proche de la précédente série Budokai Tenkaichi, permettant une meilleure accessibilité. La jouabilité inclut également les éléments de la série Budokai, tels que l'action contextuelle durant les combos.

## Accueil
| — | PlayStation 3 | Xbox 360 |
| - | ------------- | -------- |
|   |               |          |